# Varicellariaceae
Varicellariaceae is een botanische naam voor een familie van korstmossen behorend tot de orde Pertusariales. Het typegeslacht is Varicellaria.